# Мико Спадаро
Мико Спадаро (на италиански: Micco Spadaro; * 1609/1612, Неапол, Неаполитанско кралство, † 1675, пак там), псевдоним на Доменико Гарджуло (Domenico Gargiulo), е италиански художник, познат с картините си в стил Барок.
Създадени в Неапол, картините му изобразяват пейзажи, както и бурните събития в града през 17 век (изригвания на Везувий епидемии, бунта на Мазаниело). 

## Биография
Не са известни със сигурност датите на раждане и смърт на художника. Според биографа му Бернардо Де Доминичи Мико Спадаро е роден в Неапол през 1612 г. и умира в Неапол през 1675 г., но историкът Джузепе Чечи не успява да намери в архивите данни за Спадаро. Поради тази причина датите са предполагаеми и спорни.
Прякорът Спадаро, с който е всеобщо известен, се дължи на професията на баща му – известен ковач на мечове.
Мико Спадаро е приет в школата на Аниело Фалконе, където заедно с Андреа ди Леоне и Салватор Роза изучава изобразително изкуство. Впоследствие работи с Вивиано Кодаци, като първите му творби са вдъхновени от работите на Паул Брил и Филипо Наполетано.
Сред основните му клиенти е фламандският колекционер Гаспаре Румър, на когото художникът дължи бъдещите си успехи и богатство. Художникът работи и в Манастир „Сан Мартино“ в Неапол. Художественото пресъздаване на въстанието на Мазаниело и чумата от 1656 г. също носи слава и име на Спадаро.
Mузеят „Сан Мартино“ в Неапол придобива един от шедьоврите на Мико Спадаро – Изригването, поставяйки го до други картини на художника, като Бунтът на Мазаниело и Чумата от 1656 г., които от дълги години са изложени в музея. До тях са изложени и други две картини на художника: Наказание на крадци по времето на Мазаниело и Убийството на Дон Джузепе Карафа, като по този начин е завършен музейният цикъл Историята на Неапол през 17 век.
Картината Изригването представя един от най-трагичните моменти в Неапол: катастрофалното изригване на вулкана Везувий, предшествано от силно земетресение през нощта между 15 и 16 декември 1631 г. Пресъздаден е моментът, в които хората, обединени от вярата, се събират в огромно шествие, начело с кардинал Франческо Бонкопани, което тръгва от района на катедралата и носи из града мощите на Сан Дженаро – светецът покровител на Неапол. За тази творба, благодарение на умелото пренасяне на цветовете и по-експертна техника в сравнение с другите произведения на Спадаро, се предполага, че е по-късна работа от останалата част от продукцията: всеки детайл и отделен индивид, дори и да е поет в безформения поток на шествието, е добре дефиниран, както добре дефинирано и изразено е участието на всеки жител, взето в мига на преданост към преминаването на статуята на светеца.

## Картини на Мико Спадаро
- Пиаца дел Меркато по време на въстанието на Мазаниело (1648 - 52), Музей „Сан Мартино“ (Неапол)
- Изригването (1656 - 60), Музей „Сан Мартино“ (Неапол)
- Ларго Меркатело в Неапол по време на чумата от 1656 г. (1565), Музей „Сан Мартино“ (Неапол)
- Пренасяне на заветния ковчег в Йерусалим (),Пушкински музей (Москва)
- Пристигането на инфанта Мария в Неапол (1649), Фондация „Банка Сантандер“ (Мадрид)
- Ребека и Елиезер при кладенеца (), Национален музей на изкуството (Копенхаген)